# Enrico Albertosi
Enrico Albertosi (* 2. listopadu 1939 Pontremoli, Italské království) je bývalý italský fotbalový brankář. Celkem 22 sezon odchytal v nejvyšší lize a získal dva tituly. Jeden s Cagliari (1969/70) a druhý s Milánem (1978/79). S Fiorentinou získal pohár PVP (1960/61). Dále byl třikrát u vítězství italského poháru (1960/61, 1965/66, 1976/77).
S reprezentací se zúčastnil čtyř MS (1962, 1966, 1970 - stříbro, 1974) a také jednoho ME (ME 1968), odkud má zlatou medaili. Cagliari jej zařadilo do své síně slávy. IFFHS jej zařadila mezi nejlepší brankáře 20. století (celkové 32. místo).

## Klubová kariéra

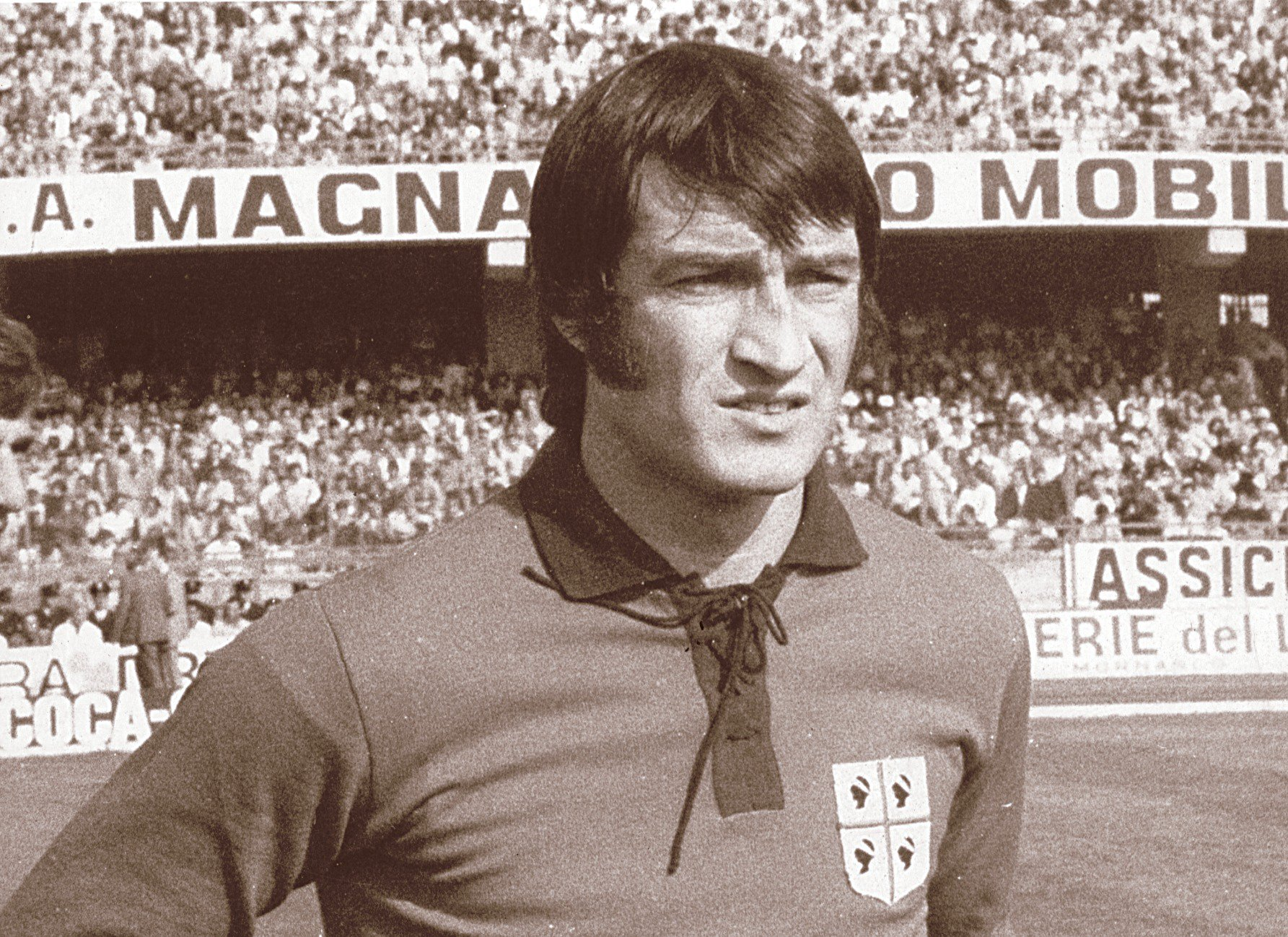
V dresu Cagliari

Fotbalové začátky dělal v Pontremolese. Zde v 15 letech odchytal první utkání mezi dospělými. V roce 1957 odešel do Spezie. Po ročním angažmá jej koupila Fiorentina. Stabilní místo v brance získal až v sezoně 1963/64, protože dělal dvojku Sartimu. S fialkami vyhrál dva italské poháry (1960/61, 1965/66), jeden pohár PVP 1960/61 a jeden Středoevropský pohár 1966. Celkem za deset sezon odchytal 239 utkání při niž inkasoval 211 branek.
Před začátkem sezony 1968/69 odešel do Cagliari. V tu stejnou sezonu fialky získali titul. Jemu se to podařilo v sezoně následující. V sezoně 1969/70 inkasoval jen 11 branek a připsal si tak rekord. V sardinském klubu odchytal šest sezon. Nastoupil do 233 utkání a 197 branek inkasoval.
V roce 1974 odešel do Milána, kde získal svůj třetí výhru v italském poháru (1976/77) a v sezoně 1978/79 získal druhý titul. Po šesti odehraných sezonách se v roce 1980 rozhodl odejít do USA (New York Cosmos). Jenže přestup byl nakonec zmařen, protože se dopustil skandálu Totonero. Dostal zákaz hraní (Milán byl odsouzen k sestupu do druhé ligy), poté po odvolání diskvalifikován na 4 roky. Svůj poslední zápas v Serii A odehrál 10. února 1980 ve věku 40, 3 měsíce a 8 dní. Po amnestii federace po vítězném MS 1982 získal angažmá ve čtvrté lize v klubu Elpidiense kde v roce 1984 ve věku 45 let ukončil kariéru.

## Hráčská statistika
| Sezóna  | Klub       | Liga     | Liga   | Liga       | Ligové poháry | Ligové poháry | Ligové poháry | Kontinentální poháry | Kontinentální poháry | Kontinentální poháry | Celkem | Celkem |
| Sezóna  | Klub       | Soutěž   | Zápasy | Obdr. Góly | Soutěž        | Zápasy        | Góly          | Soutěž               | Zápasy               | Góly                 | Zápasy | Góly   |
| ------- | ---------- | -------- | ------ | ---------- | ------------- | ------------- | ------------- | -------------------- | -------------------- | -------------------- | ------ | ------ |
| 1957/58 | Spezia     | Serie D  | 4      | -3         | -             | 0             | -0            | -                    | 0                    | -0                   | 4      | -3     |
| 1958/59 | Fiorentina | Serie A  | 5      | -5         | IP            | 1             | -1            | -                    | 0                    | 0                    | 6      | -6     |
| 1959/60 | Fiorentina | Serie A  | 0      | -0         | IP            | 0             | -0            | Stř.P                | 1                    | -2                   | 1      | -2     |
| 1960/61 | Fiorentina | Serie A  | 13     | -12        | IP            | 3             | -1            | PVP                  | 5                    | -3                   | 21     | 16     |
| 1961/62 | Fiorentina | Serie A  | 4      | -3         | IP            | 1             | -0            | Stř.P+PVP            | 5+0                  | -9                   | 10     | -12    |
| 1962/63 | Fiorentina | Serie A  | 8      | -12        | IP            | 1             | -2            | -                    | 0                    | 0                    | 9      | -14    |
| 1963/64 | Fiorentina | Serie A  | 33     | -25        | IP            | 5             | -2            | -                    | 0                    | 0                    | 38     | -27    |
| 1964/65 | Fiorentina | Serie A  | 34     | -37        | IP            | 1             | -3            | Stř.P+Vel.P          | 0+2                  | -2                   | 37     | -42    |
| 1965/66 | Fiorentina | Serie A  | 33     | -19        | IP            | 5             | -3            | Vel.P                | 3                    | -1                   | 41     | -23    |
| 1966/67 | Fiorentina | Serie A  | 30     | -21        | IP            | 1             | -1            | Stř.P+Vel.P          | 6+2                  | -9+ -4               | 39     | -35    |
| 1967/68 | Fiorentina | Serie A  | 25     | -19        | IP            | 2             | -3            | Vel.P                | 4                    | -3                   | 31     | -25    |
| 1968/69 | Cagliari   | Serie A  | 30     | -18        | IP            | 10            | -8            | Stř.P                | 2                    | -2                   | 42     | -28    |
| 1969/70 | Cagliari   | Serie A  | 30     | -11        | IP            | 5             | -2            | Vel.P                | 4                    | -4                   | 39     | -17    |
| 1970/71 | Cagliari   | Serie A  | 29     | -34        | IP            | 3             | -5            | PMEZ                 | 4                    | -5                   | 36     | 44     |
| 1971/72 | Cagliari   | Serie A  | 29     | -21        | IP            | 4             | -3            | -                    | 0                    | -0                   | 33     | -24    |
| 1972/73 | Cagliari   | Serie A  | 29     | -28        | IP            | 8             | -5            | UEFA                 | 2                    | -3                   | 39     | -36    |
| 1973/74 | Cagliari   | Serie A  | 30     | -31        | IP            | 4             | -5            | -                    | 0                    | -0                   | 34     | -36    |
| 1974/75 | Milán      | Serie A  | 30     | -22        | IP            | 10            | -6            | -                    | 0                    | -0                   | 40     | -28    |
| 1975/76 | Milán      | Serie A  | 30     | -28        | IP            | 9             | -8            | UEFA                 | 8                    | -5                   | 47     | -41    |
| 1976/77 | Milán      | Serie A  | 30     | -33        | IP            | 10            | -5            | UEFA                 | 6                    | -10                  | 46     | 48     |
| 1977/78 | Milán      | Serie A  | 30     | -24        | IP            | 0             | -0            | PVP                  | 2                    | -3                   | 32     | -27    |
| 1978/79 | Milán      | Serie A  | 30     | -19        | IP            | 4             | -7            | UEFA                 | 6                    | -7                   | 40     | -33    |
| 1979/80 | Milán      | Serie A  | 20     | -19        | IP            | 6             | -9            | PMEZ                 | 2                    | -1                   | 28     | -29    |
| 1982/83 | Elpidiense | Serie C2 | 32     | -28        | -             | 0             | -0            | -                    | 0                    | -0                   | 32     | -28    |
| 1983/84 | Elpidiense | Serie C2 | 12     | -11        | -             | 0             | -0            | -                    | 0                    | -0                   | 12     | -11    |
| Celkově | Celkově    | Celkově  | 580    | -483       | -             | 93            | -79           | -                    | 58                   | -64                  | 731    | -626   |

## Reprezentační kariéra
S reprezentací debutoval 15. června 1961 proti Argentině (4:1). Byl povolán na
MS 1962, kde dělal Buffonovi dvojku. Dalšího odchytaného zápasu se dočkal až v roce 1965, protože byla velká konkurence. Na MS 1966 se dostal díky zranění jiného brankaře (William Negri). Odchytal všechna utkání, ale postup ze skupiny se nepovedl. Dvojku dělal na ME 1968, kde jej nepustil do brány Zoff, ale i tak získal zlatou medaili. Navzdory velké konkurence se stal brankářem číslo jedna na dalším MS 1970. Zde pomohl k postupu do finále, kde podlehli Brazílii (1:4). Poslední odchytaný zápas byl proti Bulharsku (1:1) 21. června 1972. Celkem 34 utkání a obdržel 27 branek. Byl na čtyřech turnajích MS, což jej řadí za Buffonem na druhé místo, mezi italskými hráči s největší účastí v soutěži MS, spolu s Bergomim, Cannavarem, Maldinim, Riverou a Zoffem.

### Statistika na velkých turnajích
| Reprezentace | Rok     | Zápasy                      | Zápasy | Zápasy        | Zápasy           | Zápasy           | Zápasy       |
| Reprezentace | Rok     | Fáze turnaje                | Datum  | Soupeř        | Odehraných minut | Vstřelené branky | Výsledek     |
| ------------ | ------- | --------------------------- | ------ | ------------- | ---------------- | ---------------- | ------------ |
| Itálie       | MS 1962 | Neodehrál žádné ze 3 utkání |        |               |                  |                  |              |
| Itálie       | MS 1966 | 1 zápas ve skupině          | 13. 7. | Chile         | 90               | 0                | 2:0          |
| Itálie       | MS 1966 | 2 zápas ve skupině          | 16. 7. | Sovětský svaz | 90               | 0                | 0:1          |
| Itálie       | MS 1966 | 3 zápas ve skupině          | 19. 7. | Severní Korea | 90               | 0                | 0:1          |
| Itálie       | ME 1968 | Neodehrál žádné ze 3 utkání |        |               |                  |                  |              |
| Itálie       | MS 1970 | 1 zápas ve skupině          | 3. 6.  | Švédsko       | 90               | 0                | 1:0          |
| Itálie       | MS 1970 | 2 zápas ve skupině          | 6. 6.  | Uruguay       | 90               | 0                | 0:0          |
| Itálie       | MS 1970 | 3 zápas ve skupině          | 11. 6. | Izrael        | 90               | 0                | 0:0          |
| Itálie       | MS 1970 | Čtvrtfinále                 | 14. 6. | Mexiko        | 90               | 0                | 4:1          |
| Itálie       | MS 1970 | Semifinále                  | 17. 6. | NSR           | 120              | 0                | 4:3 v prodl. |
| Itálie       | MS 1970 | Finále                      | 21. 6. | Brazílie      | 90               | 0                | 1:4          |
| Itálie       | MS 1974 | Neodehrál žádné ze 3 utkání |        |               |                  |                  |              |

## Úspěchy

### Klubové
- 2× vítěz italské ligy (1969/70, 1978/79)
- 3× vítěz italského poháru (1960/61, 1965/66, 1976/77)
- 1x vítěz poháru PVP (1960/61)
- 1x vítěz Středoevropského poháru (1966)

### Reprezentační
- 4× na MS (1962, 1966, 1970 - stříbro, 1974)
- 1× na ME (1968 - zlato)